# 慕尼黑交通及资费集团

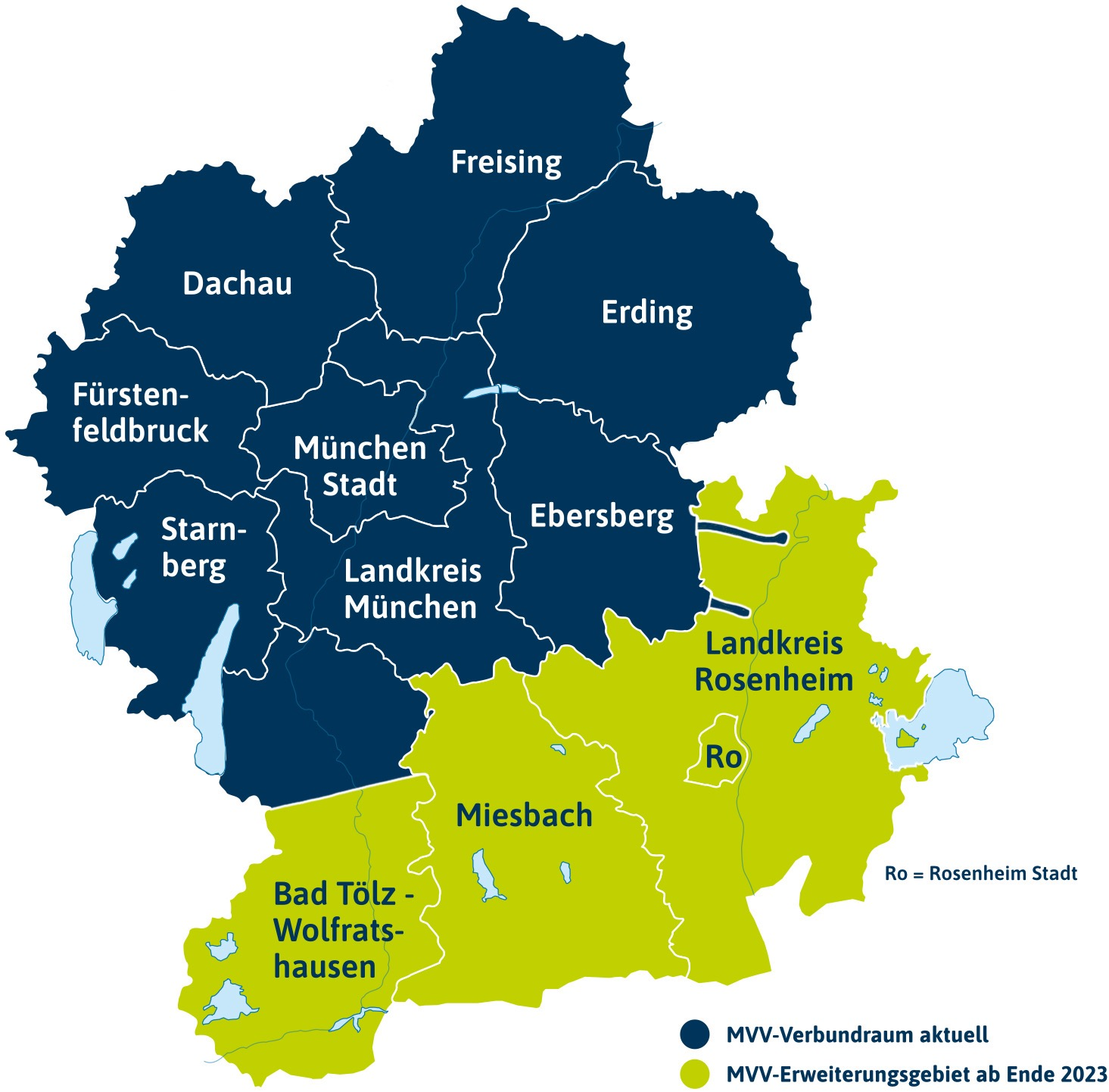
MVV 2015 vs 2024

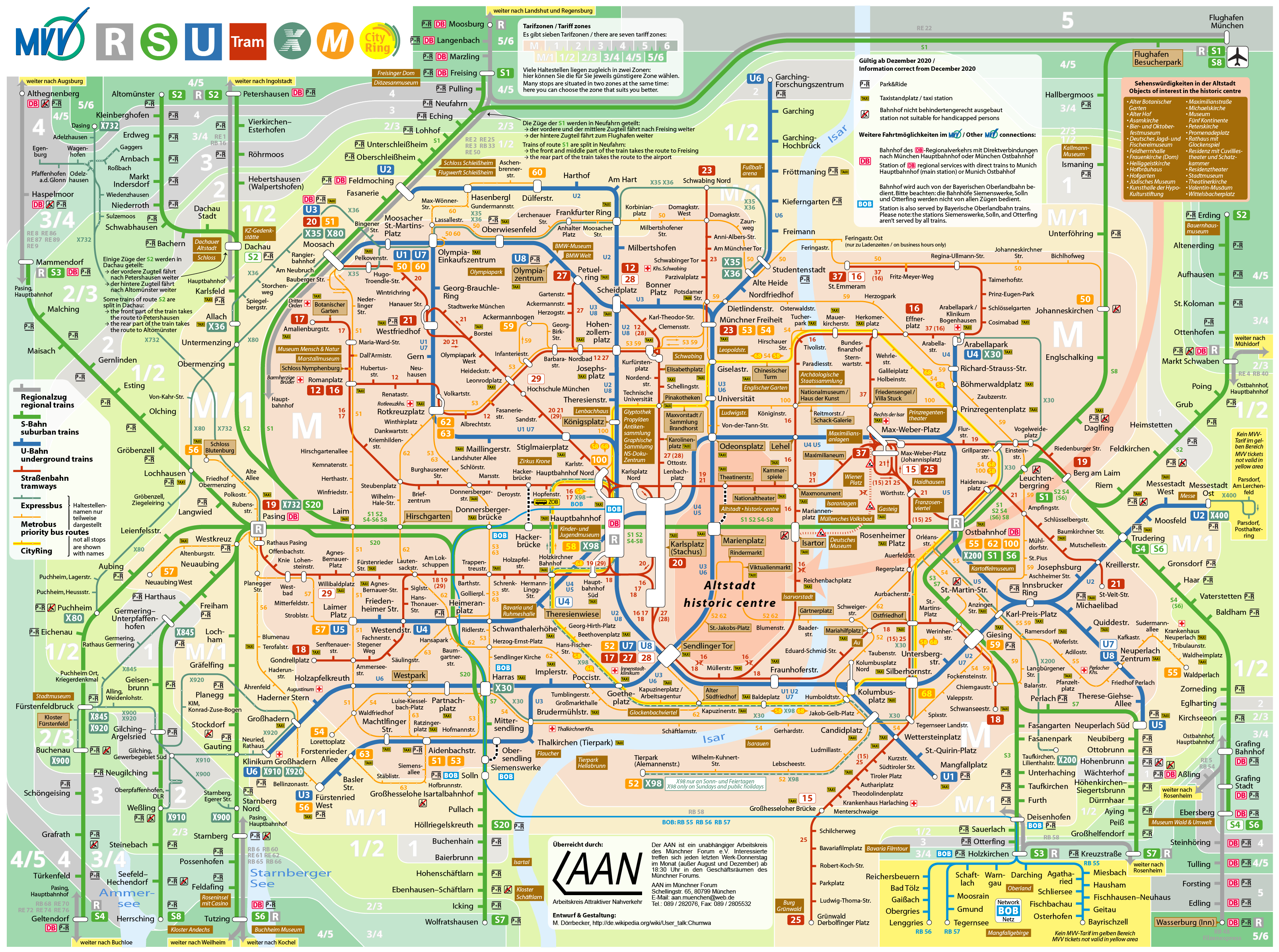
慕尼黑公共交通线路网

慕尼黑交通及资费集团有限责任公司（德語：Münchner Verkehrs- und Tarifverbund GmbH，简称MVV）负责协调慕尼黑市内及所有相邻行政县内的参团运输企业之间的合作。其最重要的任务包括制定交通规划、资费管理和旅客信息。在2016年，MVV共发送旅客7.1092亿人次，票价收入达8.7205亿欧元。

## 历史

MVV自1996年以来的客运量发展

早在1950年代，面对不断增长的私车交通，慕尼黑迫切需要一个高效的公共短途客运运输方式。在1965年的融资谈判结束后，随着慕尼黑地铁的建设以及1967年慕尼黑快铁的建设展开，必须建立一个统一的交通工具资费制度，以迎接即将到来的1972年夏季奥运会。在地铁建成通车前半年，有关融资和收入分配等争议问题得到明确，使得大量协议得以签署。
- 1971年4月5日，慕尼黑交通及资费集团有限公司由德国联邦铁路（自1994年起为德国铁路）和慕尼黑市政府共同成立（各占股50%）。时任市长汉斯-约亨·福格尔代表慕尼黑签署了合同，并出任监事会主席。巴伐利亚自由州及周边各县均有代表担任监事会成员。
- 1971年6月1日：慕尼黑交通及资费集团正式开始运作。
- 1972年5月28日：慕尼黑开始联合运输。它将快铁（市郊铁路13条）、地铁（运营里程12公里）、电车（运营里程125公里）、巴士（运营里程276公里）以及德国联邦铁路和德国联邦邮政的“跨境巴士线”整合至一个统一的网络中。首个联合运行图正式生效。
- 1995年8月25日：巴伐利亚自由州成立巴伐利亚铁路公司（简称BEG）。BEG自此成为德国铁路在短途运输业务的受托方。
- 1996年4月30日：在德国铁路改革的框架下进行结构重组。巴伐利亚自由州和地方法人团体成为股东。德国联邦政府作为过去德国联邦铁路的法人已经退出；慕尼黑市政府也不再是慕尼黑市政公司的上级部门，而是作为列车服务的受托方。
- 自1997年起，慕尼黑交通及资费集团设立“乘客咨询委员会”。[3]
- 1998年11月29日：巴伐利亚高地铁路（简称BOB）开始运作，MVV的业务范围扩展至霍尔茨基兴。
- 2001年6月27日：慕尼黑交通公司（简称MVG）作为慕尼黑市政公司的子公司成立。它接管了市政交通运营部在MVV范围内的地铁、城市巴士和电车业务。与此同时，市政交通运营部宣告解散。

## 联运范围

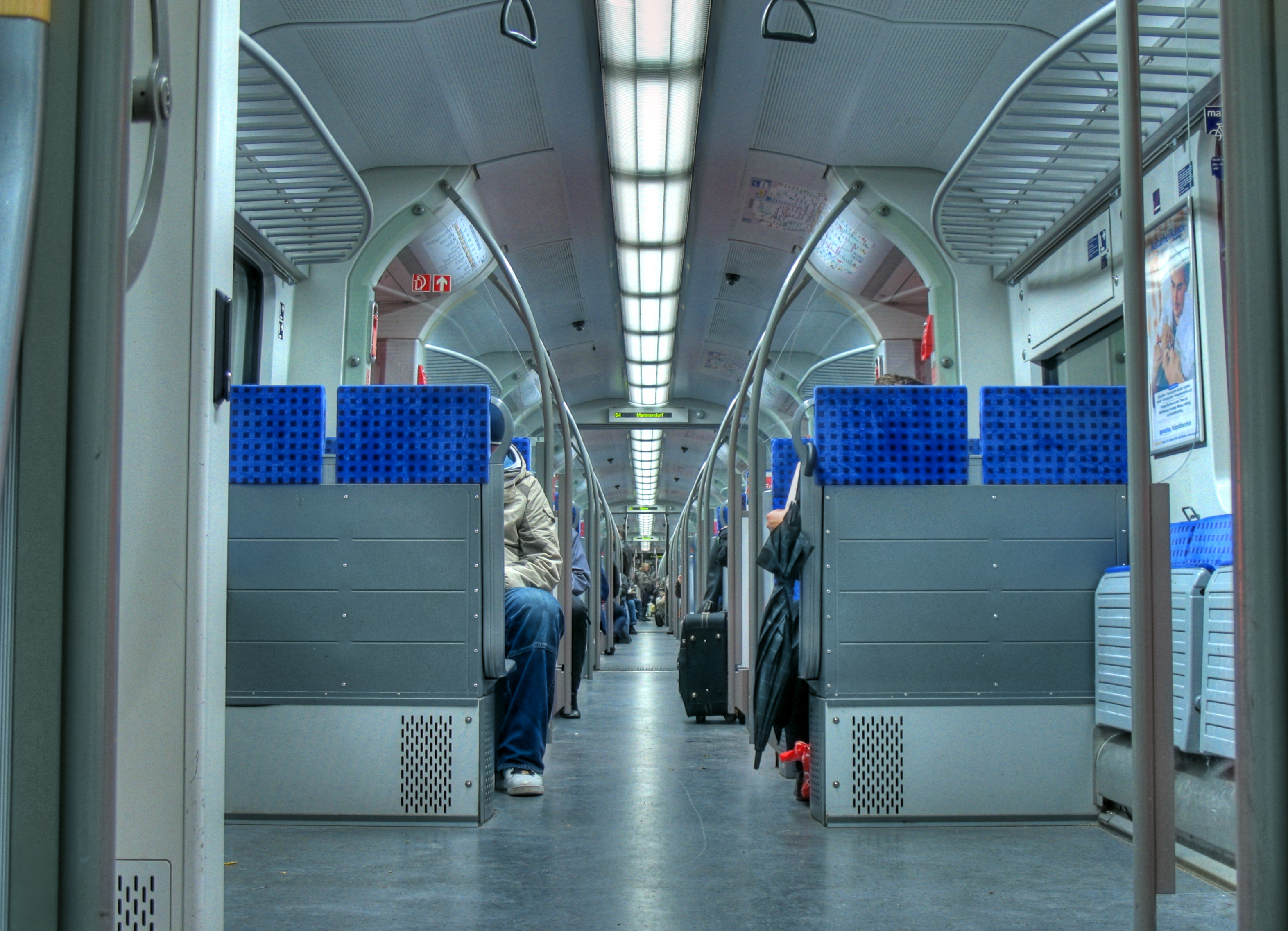
快铁列车隔间

慕尼黑交通及资费集团的联合运输范围包括州府慕尼黑和罗森海姆市、慕尼黑县、达豪县、埃伯斯贝格县、埃尔丁县、弗赖辛县、菲斯滕费尔德布鲁克县、施塔恩贝格县、巴特特尔茨-沃尔夫拉茨豪森县、米斯巴赫县和罗森海姆县。自2025年1月1日起，莱希河畔兰茨贝格县和魏尔海姆-雄高县也将加入联运范围中。
此外，资费范围还包括格尔滕多夫（莱希河畔兰茨贝格县）的火车站，以及市镇美因堡（凯尔海姆县）、耶岑多夫、赖谢茨豪森、施韦滕基兴（均为伊尔姆河畔普法芬霍芬县）、里德（艾夏赫-弗里德贝格县）、帕尔河畔埃格灵（莱希河畔兰茨贝格县）和塞斯豪普特（魏尔海姆-雄高县）境内的巴士站。
在2021年（不包含2023年12月加入的罗森海姆市、米斯巴赫县和罗森海姆县以及巴特特尔茨-沃尔夫拉茨豪森县南部地区），慕尼黑交通及资费集团的联合运输范围共覆盖了176个市镇，共计有298.5万居民，面积达5530平方公里。除了都会中心慕尼黑和地区中心弗赖辛外，作为地方中心按从北至南排列的莫斯堡、埃尔丁、达豪、菲尔斯滕费尔德布鲁克、埃伯斯贝格、格拉芬和施塔恩贝格也都在MVV范围内。

## 运输方式

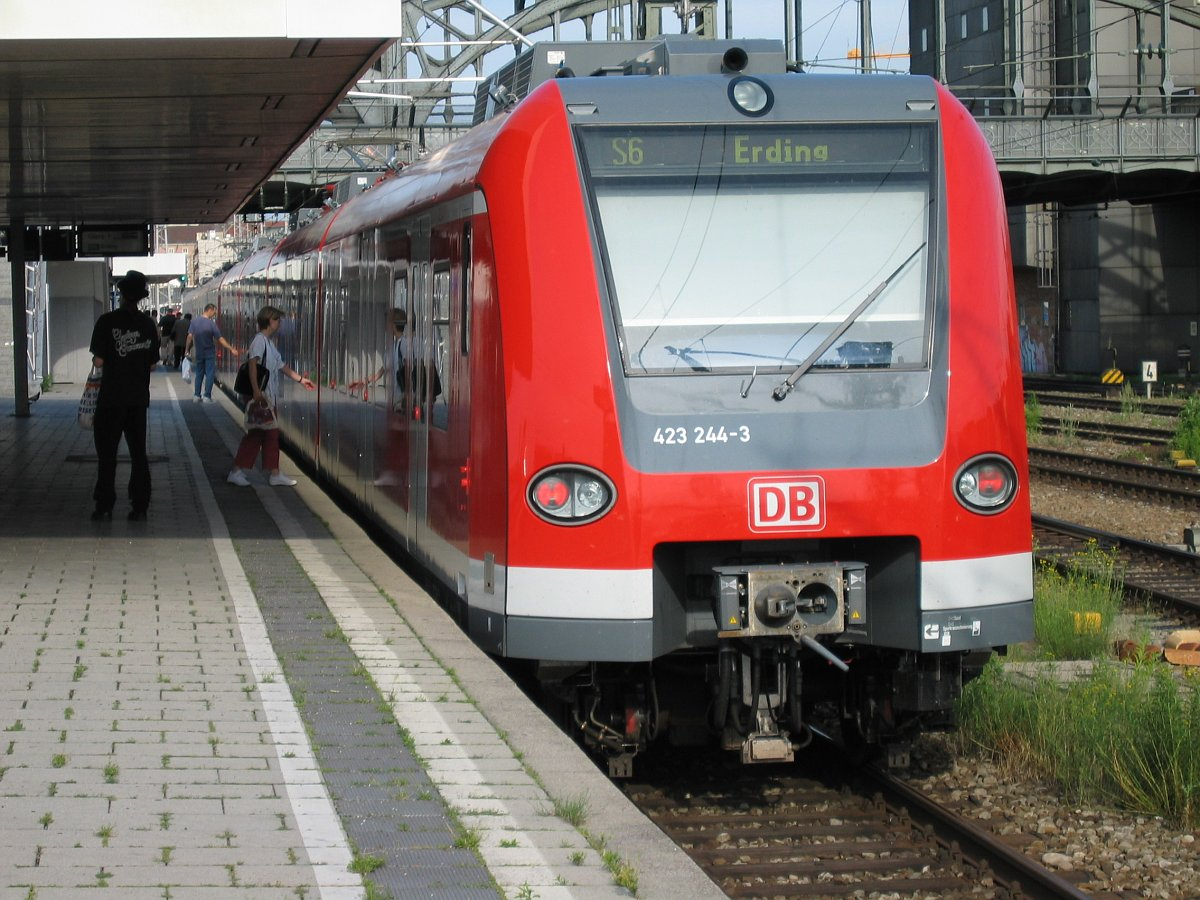
快铁动车组

### 快铁
慕尼黑快铁网络全长442公里，并延伸至慕尼黑周边地区。在8条快铁路线内（其中在西部的S1线自诺伊法恩和S2线自达豪起各有两条分支）共运行有238列423型电力动车组和8列420型电力动车组。快铁站的数量为150座，其中8座建在地下。慕尼黑快铁于每个工作日的乘客发送量约为780000人次。

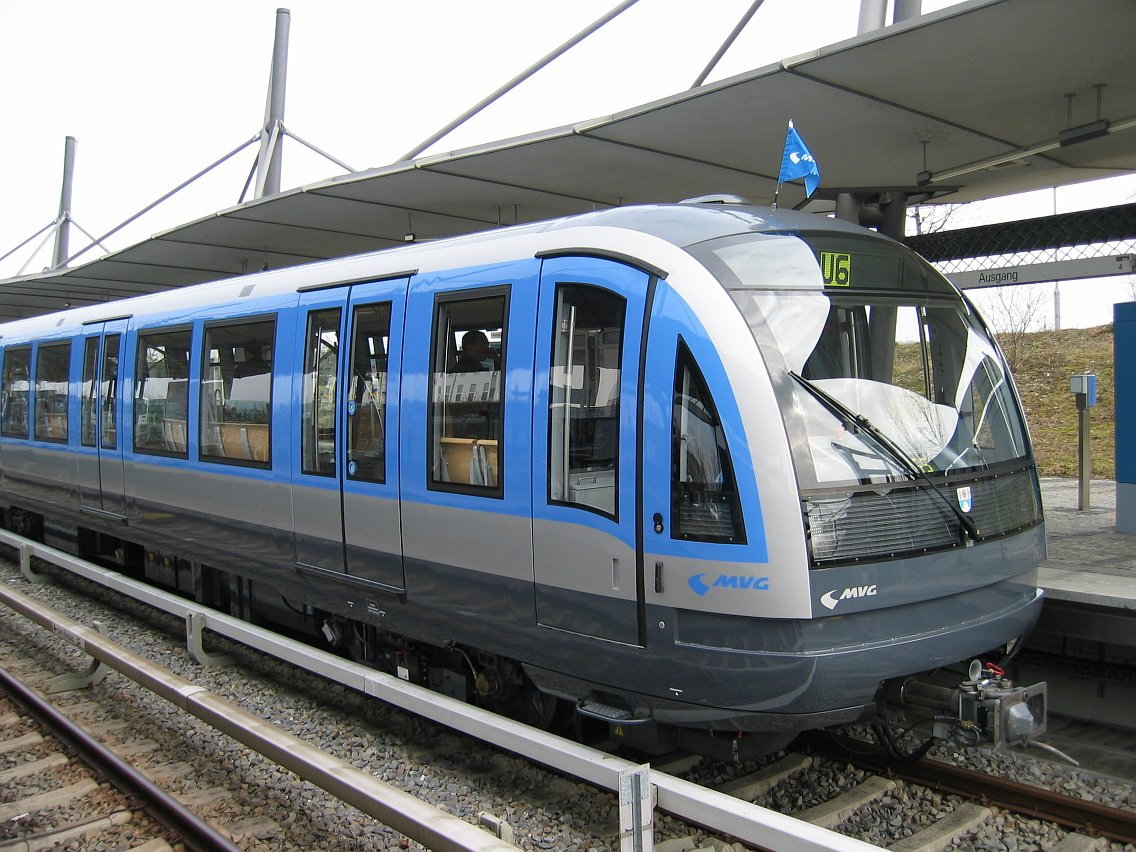
地铁于加兴高桥站

### 地铁
慕尼黑地铁网络由慕尼黑交通公司（MVG）运营，并从其母公司慕尼黑市政公司购买运输业务。在全长103.1公里的运营里程中设有8条路线和100座地铁站。为此，共投入使用有562组A型、B型和C型车厢（六节车厢组成一列长编组列车）。列车的加速和停站原则上由电脑控制；据MVV公布的准点率为98%。

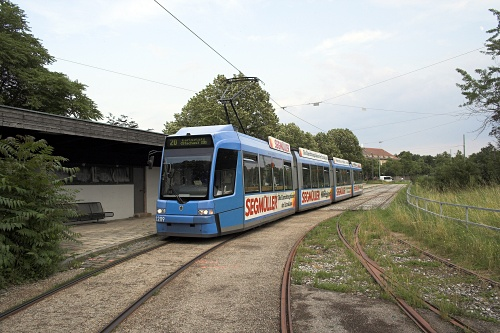
电车

### 电车
慕尼黑电车网络由慕尼黑交通公司（MVG）运营，并从其母公司慕尼黑市政公司购买运输业务。该网络包括13条日间路线和4条夜间路线，在79公里的运营里程内共设有166座电车站。其车队由114辆P型、R型、S型和T型列车组成。
25号线是唯一一条伸出慕尼黑市界的电车路线，它在格林瓦尔德终到。

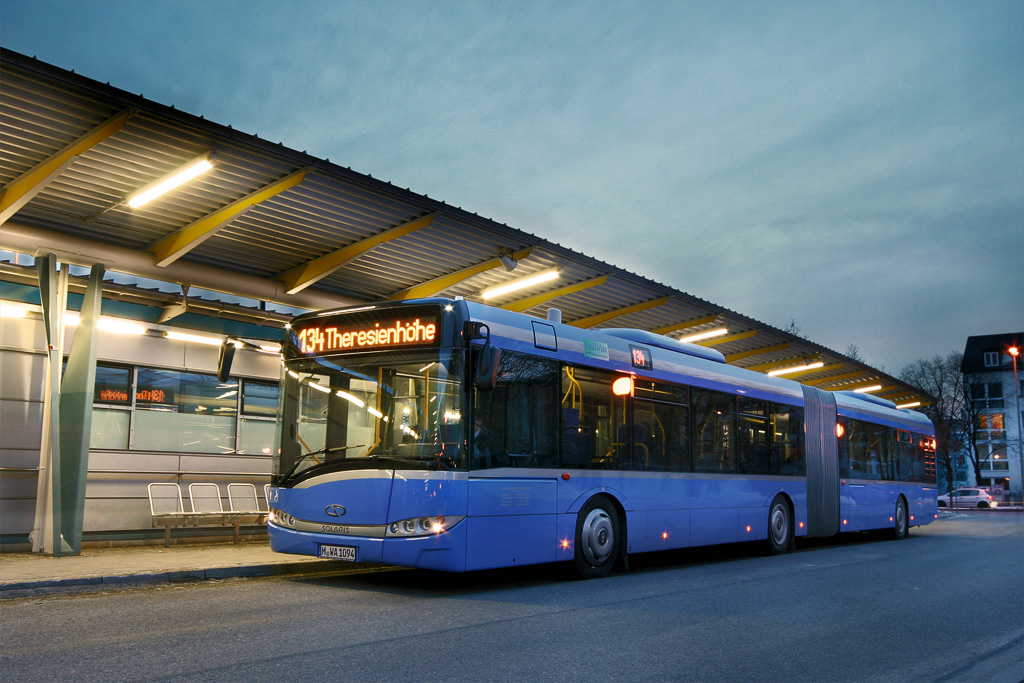
MVG的城市巴士

### 城市巴士
慕尼黑巴士网络由慕尼黑交通公司（MVG）及其分包商（私营巴士公司）运营。它由69条日间路线和12条夜间路线组成，共设968个站点，运营里程总长467公里。为此，共投入使用有309辆MVG自己的巴士（其中67辆为单体巴士、220辆为铰接巴士和22辆拖挂巴士），以及MVG私营合作伙伴的195辆巴士。巴士网络中还建有总长为22公里的巴士专用道。

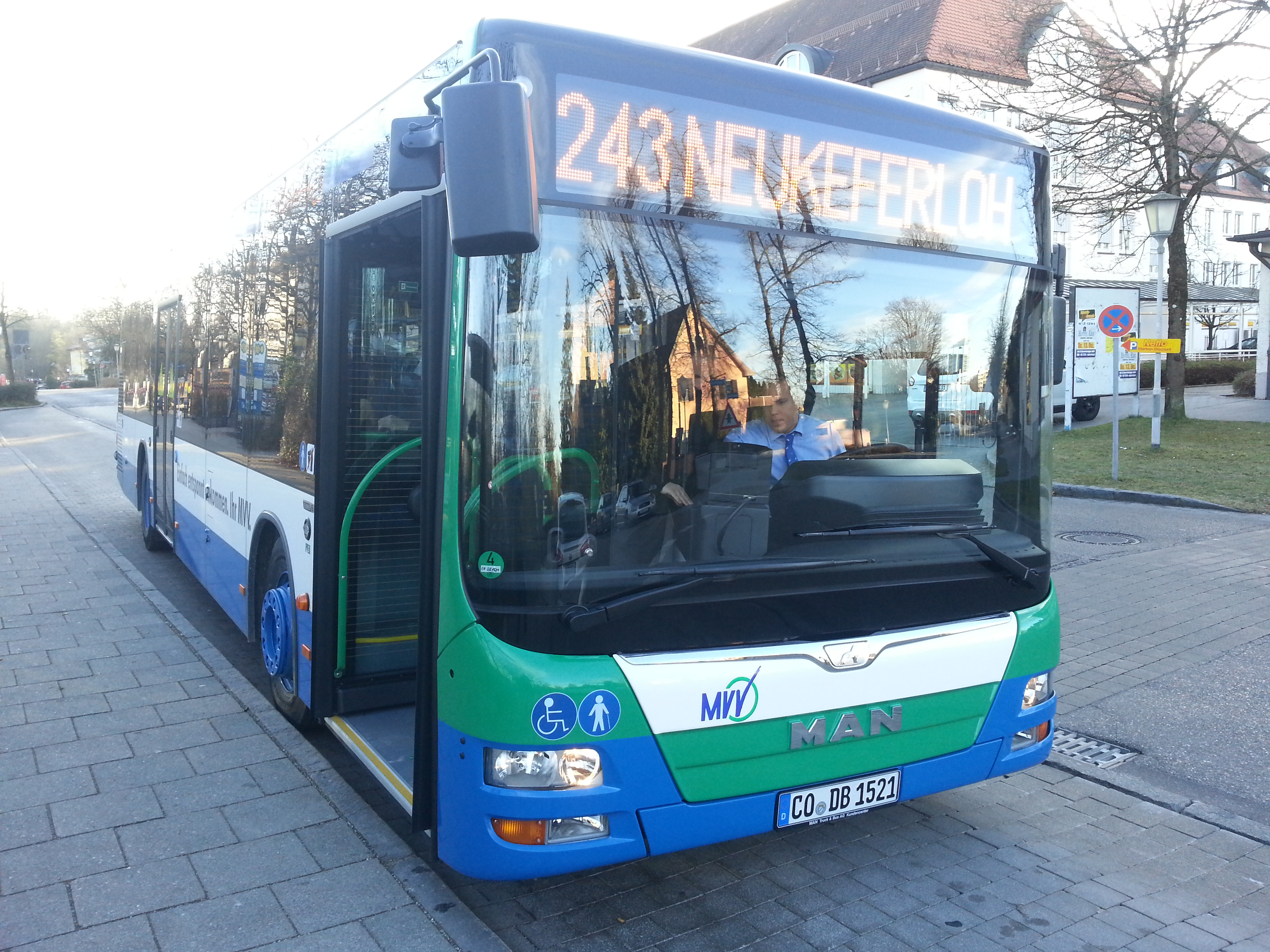
的区域巴士

### 区域巴士
MVV联合县营区域巴士网络由慕尼黑交通及资费集团（MVV）组织，运营里程为4289公里，使用约700辆巴士。不同于MVG巴士的均匀蓝色，区域巴士自2002年起主要采用绿-白-蓝三色涂装，其中白-蓝色为巴伐利亚菱纹的颜色，绿色则代表该地区。巴士上的白色条纹通常会带有MVV的标语。

### 区域列车
慕尼黑交通及资费集团的资费范围还包括多条区域铁路部分（称为“R”加上行车大纲的线路编号）（各自的所有站点都在MVV计价区内）：
- R 930/931 慕尼黑总站 － 慕尼黑-莫萨赫 － 慕尼黑-费德莫兴 － 弗赖辛 － 马茨灵 － 朗根巴赫 － 莫斯堡 （慕尼黑－雷根斯堡铁路）：该线路运营有在慕尼黑 － 弗赖辛 － 莫斯堡（－ 兰茨胡特 － 帕绍 /－ 雷根斯堡 － 纽伦堡）间开行但不停马茨灵和朗根巴赫的alex列车和两条区域快车线、以及在慕尼黑 － 弗赖辛 － 莫斯堡（－ 兰茨胡特）间开行的一条区域列车线。[10][11]

- R 900：慕尼黑总站 － 达豪 － 彼得斯豪森 （慕尼黑－因戈尔施塔特铁路）[12]

- R 980：慕尼黑总站 － 慕尼黑-帕辛 － 马门多夫 － 哈斯珀尔莫尔 － 旧黑格嫩贝格 （慕尼黑－奥格斯堡铁路）[13]

- R 970：慕尼黑总站 － 慕尼黑-帕辛 － 格尔滕多夫 （慕尼黑－林道铁路）[14]

- R 960/961：慕尼黑总站 － 慕尼黑-帕辛 － 施塔恩贝格 － 图青 （慕尼黑－加米施-帕滕基兴铁路）[15][16]

- R 955/956/957：慕尼黑总站 － 多纳斯贝格桥 － 哈拉斯 － 西门子工厂 － 索恩 － 戴森霍芬 － 奥特芬 － 霍尔茨基兴 （慕尼黑－霍尔茨基兴铁路，由巴伐利亚高地铁路运营）[17][18][19]

- R 958：霍尔茨基兴 － 十字街 （曼格法尔河谷铁路继续通往罗森海姆）[20]

- R 950/951：慕尼黑总站 － 慕尼黑东站 － 格拉芬 － 阿斯灵 （慕尼黑－罗森海姆铁路）[21][22]

- R 948：慕尼黑东站 － 格拉芬 － 格拉芬城 － 埃伯斯贝格 － 施泰因赫灵 － 图灵 － 福斯廷 － 埃德灵 － 瓦瑟堡 （格拉芬－瓦瑟堡铁路）[23]

- R 940：慕尼黑总站 － 慕尼黑东站 － 马克特施瓦本 （慕尼黑-米尔多夫铁路）[24]

快铁S27线于2013年12月停运，自那时起，S20线改为在帕辛至赫里格斯克罗伊特、而非戴森霍芬间运行。从火车总站－哈拉斯－索恩－戴森霍芬的线路自此由巴伐利亚高地铁路的梅里迪安品牌提供服务。此外，在2013/2014年的运行图中应有九对区域列车跨越曼格法尔河谷，否则就只有在罗森海姆至霍尔茨基兴间运行的列车，经由戴森霍芬和索恩至慕尼黑总站。然而，由于缺乏车辆，此举直至2014年7月才实现。
因此，慕尼黑快铁网络将可通过MVV的区域铁路进行补充，并提供额外的快速连接。这些自1998年以来已不再记录至MVV官方的快速铁路运行图中。当局试图通过在帕辛站的月台发布“不要登车”的标识，来阻止人们利用区域列车作为快速连接前往火车总站。不同于德国其它交通集团（例如柏林或莱茵-鲁尔）会完全呈现区域铁路路线，MVV的运行图仅会略提不完整的信息。
通往米尔多夫和罗森海姆的路线可带来更多的内城连接，因为它们将经由慕尼黑南环铁路运行（火车东站－火车总站）。然而，行车时间会比对应的快铁和地铁线更长，并且自1985年以来，位于该线路上的火车南站已经停用。
马门多夫－迈萨赫和达豪－阿尔托明斯特间的快铁线路在快铁投入运营之前是作为MVV的区域铁路线开行。
在慕尼黑-米尔多夫铁路沿线的赫尔科芬、瓦尔佩茨基兴、塔恩-马茨巴赫和多尔芬的火车站并未纳入MVV计价区，尽管它们都位于埃尔丁县。但是这些地点的区域巴士线已被集成至联运。这同样适用于巴特特尔茨和塞斯豪普特的火车站。
自2015年12月起，福斯廷、埃德灵和瓦瑟堡的火车站也被纳入集团。由此造成巴伐利亚东南铁路每年120000欧元的收入亏损必须由罗森海姆县承担。
慕尼黑机场将通过三项被总称为“埃尔丁环线”的建设工程与区域网络相连。自2014年10月起动工的“诺伊法恩北部弯道”建立了与弗赖辛和兰茨胡特的连接。实际的环线将把如今终到埃尔丁的铁路延长至机场，而“瓦尔佩茨基兴联络线”将能够直接通往多尔芬和米尔多夫。在埃尔丁将建立一座区域车站。
自2017年12月10日起，区域列车路线已恢复显示至MVV的运行图中。

### 其它
除了MVV的运输方式外，在某些县镇还开行有由当地组织、无法使用MVV资费的巴士路线。它们有部分与快铁有着极佳的连接，并作为MVV资费区服务的良好补充。这些路线并不会出现在电子信息媒体中。

## 运输企业
在慕尼黑交通集团的计价范围运作的运输企业有：
| 品牌                                              | 公司/企业                                | 在2018年运行图中的示例路线                   |
| ------------------------------------------------- | ---------------------------------------- | -------------------------------------------- |
| alex                                              | 联德班铁路                               | R930、R970                                   |
| 上巴伐利亚巴士                                    | 上巴伐利亚巴士                           | MVG巴士部门的分包商                          |
| 施泰纳巴士旅游                                    | 施泰纳巴士旅游                           | 707                                          |
| 鲍曼巴士公司                                      | 鲍曼巴士公司                             | MVG巴士部门的分包商                          |
| 巴伐利亚高地铁路                                  | 法国交通发展集团                         | R955–R957                                    |
| 巴伐利亚巴士                                      | 布斯巴士、哈德斯多夫旅游及沙尔夫         | 515                                          |
| 贝尔格斯旅游                                      | 贝尔格斯旅游                             | MVG巴士部门的分包商                          |
| 布斯巴士                                          | 布斯巴士                                 | 616                                          |
| 约瑟夫·埃滕胡贝尔巴士公司                         | 约瑟夫·埃滕胡贝尔巴士公司                | 210                                          |
| 瓦钦格巴士服务                                    | 瓦钦格巴士服务                           | 222，MVG巴士部门的分包商                     |
| 南巴伐利亚巴士运输（前“南巴伐利亚机动车运输”）    | 上巴伐利亚巴士及鲍曼巴士公司（自2004年） | 701，MVG巴士部门的分包商                     |
| 德铁区域巴伐利亚                                  | 德铁区域运输                             | R930、R970                                   |
| 德铁区域巴伐利亚巴士（德铁巴伐利亚巴士运输）      | 德铁区域巴士                             | 904                                          |
| 德梅尔迈尔                                        | 德梅尔迈尔                               | 270                                          |
| 旅游马车                                          | 旅游马车                                 | MVG巴士部门的分包商                          |
| 布鲁门特里特雪绒花旅游                            | 布鲁门特里特雪绒花旅游                   | MVG巴士部门的分包商                          |
| 恩德斯旅游                                        | 恩德斯旅游                               | 835                                          |
| 弗赖辛泊车及运输公司（PVG）                       | 城市自营企业：弗赖辛市政                 | 620–641（635除外）                           |
| 富格尔快线                                        | 德铁区域运输                             | R980                                         |
| 戈特弗里德·莱纳的士                               | 戈特弗里德·莱纳的士                      | 5010                                         |
| 格里恩斯泰德尔                                    | 法国交通发展集团                         | 732、832、853、854、855，MVG巴士部门的分包商 |
| 哈德斯多夫旅游                                    | 哈德斯多夫旅游                           | 618，MVG巴士部门的分包商（自1990年）         |
| 基斯特勒巴士旅游                                  | 基斯特勒巴士旅游                         | 5621                                         |
| 科纳布巴士                                        | 科纳布巴士                               | 614                                          |
| 科勒的士                                          | 科勒的士                                 | 5050                                         |
| 拉歇尔旅游                                        | 拉歇尔旅游                               | 460                                          |
| 马丁·盖德豪斯巴士公司                             | 马丁·盖德豪斯巴士公司                    | 950                                          |
| 梅里迪安                                          | 巴伐利亚高地铁路（法国交通发展集团）     | R958                                         |
| 慕尼黑交通公司（MVG）                             | 城市自营企业：慕尼黑市政                 | 地铁、电车、城市巴士                         |
| 慕尼黑之线                                        | 上巴伐利亚巴士及慕尼黑市政               | MVG巴士部门的分包商                          |
| 诺伊迈尔巴士                                      | 诺伊迈尔巴士                             | 804                                          |
| 慕尼黑－纽伦堡快车 / 慕尼黑－因戈尔施塔特区域列车 | 德铁区域运输：德铁区域巴伐利亚           | R900                                         |
| 诺法克巴士公司                                    | 诺法克巴士公司                           | MVG巴士部门的分包商                          |
| 胡贝尔巴士                                        | 胡贝尔巴士                               | 705                                          |
| 西格弗里德·希尔歇巴士公司                         | 西格弗里德·希尔歇巴士公司                | 791                                          |
| 赖斯贝格巴士运输                                  | 赖斯贝格巴士运输                         | 443, 447                                     |
| 上巴伐利亚区域运输（德铁上巴伐利亚巴士）          | 德铁区域巴士                             | 635                                          |
| 慕尼黑城市快铁                                    | 德铁区域运输：德铁区域巴伐利亚           | S1–S8、S20                                   |
| 沙尔夫                                            | 沙尔夫                                   | 埃尔丁城市运输                               |
| 达豪市政：运输企业                                | 城市自营企业：达豪市政                   | 716–720、722、726、744                       |
| 斯坦格尔迈尔旅游                                  | 斯坦格尔迈尔旅游                         | 601                                          |
| 巴伐利亚东南铁路                                  | 德铁区域运输：德铁区域巴伐利亚           | R940、R948                                   |
| 帕维尔奇克的士公司                                | 帕维尔奇克的士公司                       | 5670                                         |
| VBR交通运营及服务公司                             | 上巴伐利亚巴士（自2004年）               | 215                                          |
| 魏贝尔巴士                                        | 德伊巴士集团 （页面存档备份，存于）      | 830、858、901–903                            |
| 韦登费尔斯铁路                                    | 德铁区域运输：德铁区域巴伐利亚           | R960、R961                                   |
| 温特迈尔/圣安德烈亚斯旅游                         | 温特迈尔/圣安德烈亚斯旅游                | 785                                          |
| 采乐                                              | 采乐                                     | 菲尔斯滕费尔德布鲁克县电召的士               |

## 资费系统

### 现结资费

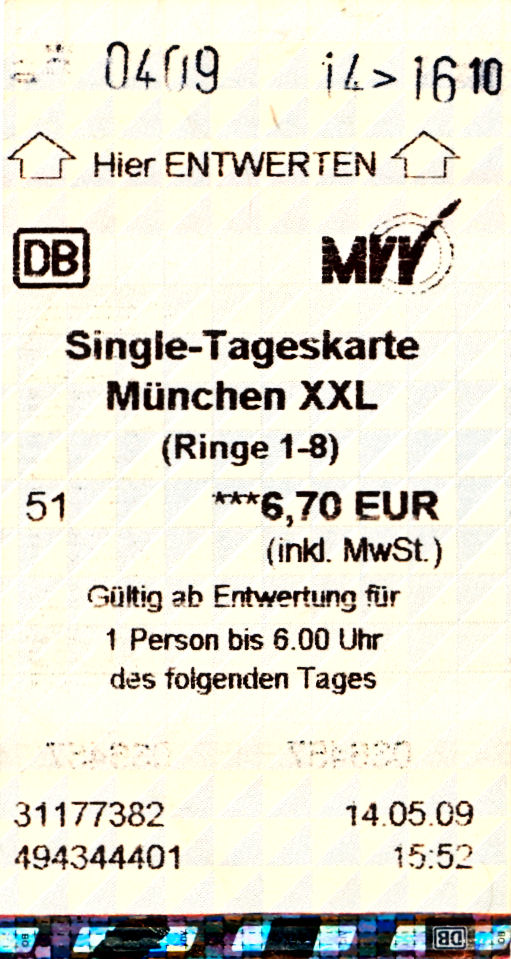
机售日票（2009年）

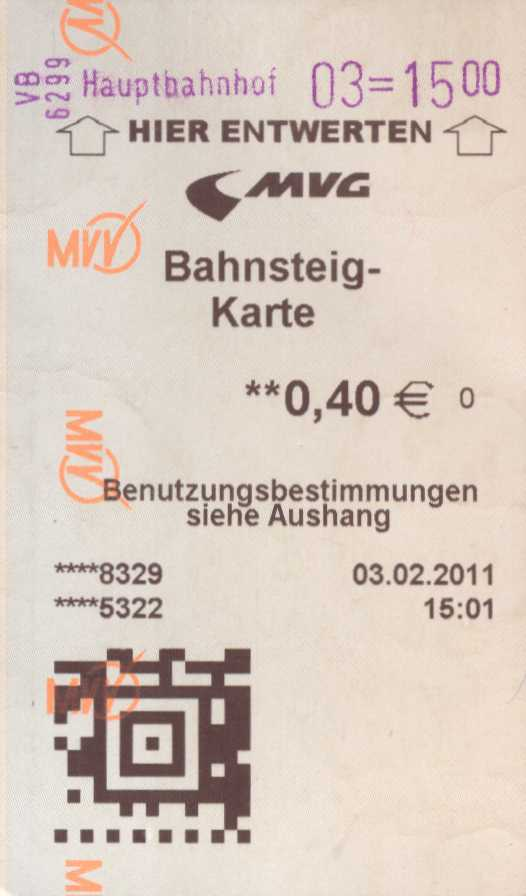
除车票外，MVV还发售站台票

在现结资费中可以购买单程票、多程和全日车票。此外，还有与某些主办方合作发行的通票，它们可以同时用作入场券和MVV车票。对于儿童和青少年适用于折扣票价。现金资费的网络范围划分为一个内区和三个外区。
自2015年底的运行图调整以来，MVG已不再接受现金卡。只有在快铁范围内的德铁自动售票机上才能使用现金卡。
自2013年12月15日起，单程票（也包括联票和短途票）及日票也可以作为“手机票”提前在上网购买。

### 时效资费
对于MVV的常旅客，可以购买一款名为“伊萨尔卡”（IsarCard）的时效票。它自2013年12月起推出，具有灵活的持续时间，即从旅客选择的日期开始生效7天（周票）或一个月（月票）。例如在周三购买的周票有效期至下周三的中午12时止；在每个月13日购买的月票有效期至下月13日的中午12时止。订购一年的伊萨尔卡可以获得12个自然月的优惠价格。中小学生、培训生和大学生（学生资费）以及每年购买至少100张票的伊萨尔卡企业客户都可获得有效期为12个月的优惠。此外，还有针对长者（伊萨尔60卡）及成人（伊萨尔9时卡）的特殊优惠，这些优惠在工作日的早高峰时段之后（周一至周五的9时后）生效。时效资费会将现结资费的区域范围再细分为16个环线。在1999年的资费改革之前，MVV范围是被划分为148个蜂窝状区域，即所谓的“总体时效资费”。

### 社保资费
对于所有“慕尼黑通”的持有者，例如领取二类失业救济金（哈茨4号方案）、基本养老金或类似生活补贴的人士，MVV自2009年4月1日起在所有下辖的售票柜台和自动售票机上提供大幅补贴的社保票（“代币”），即有效期为一个自然月的伊萨尔S卡。伊萨尔S卡（需同时持有盖戳生效的慕尼黑通）在MVV内区的资费为27.10欧元，MVV路网全境的费用则为45.80欧元。在周一至周五的工作日，它们从9时起生效。与持卡者同行的6至14岁孩子或孙子可以免费任意搭乘，但6至14岁的免费同行儿童人数不可超过3人。根据预测，慕尼黑社会福利局为折扣月票每年需要向MVV支付约550万欧元的。此外，慕尼黑通持有人还可以每月在其所属的社保中心购买最多15张折扣日票，它们需与慕尼黑通同时生效，并且不设时间限制。随着伊萨尔S卡于2009年4月推出，持续了三年之久的慕尼黑MVV社保票争议得以告一段落。

### 学期票
自1992年以来，慕尼黑已就学期票的发行展开过多次谈判。在基本模式的推出概率一直存在的情况下，MVV于2008年7月宣布谈判破裂。由于在慕尼黑的大学生中利用MVV出行的比例已经相当高，并且无法通过巴伐利亚自由州获得足够的预期补贴，学期票的实施成本会相对其它城市更高。因此，慕尼黑仍然是德国唯一一座没有为大学生提供常规学期票的大学城。在慕尼黑三所主要大学的大学生服务中心、校长和学生代表联名撰写了一封抗议公开信后，谈判得以在2009年1月底暂时恢复。从2009年11月23日至12月4日，慕尼黑大学（LMU）、慕尼黑工业大学（TUM）和慕尼黑高等学院（HM）的学生就学期票发起网络投票。尽管有82.5%的TUM学生和65.5%的HM学生投票支持学期票，但LMU学生的支持率仅为47.9%，未能达到推行该模式所需的大多数份额。
2011年11月21日至12月2日，大学生们再次就推行学期票展开投票。在这次意见普查中，倾向于学期票的比例大幅增至86.3%（LMU 81.5%, TUM 90.7%、HM 87,9%）。于是在2013-14学年的冬季学期，该模式被引入。
在2016年11月2日至9日的新一轮投票中，则对学期票的长期延续进行了表决。共有来自LMU、TUM和HM的80944名大学生参与了投票，相当于学生总人数的68.6%。其中96.7%的大学生赞成长期延续。在此基础上，他们与MVV签订了一份协议，允许学期票发行至2022年春季。